# Антерия
Антерѝя, още памуклийка, е вид широка горна мъжка или женска дреха с ръкави, част от българската народна носия, ушита от тънка тъкан, подплатена с памук и обшита с тегели, дълга до коленете или до кръста, със странично закопчаване. С това название е известна и в Северна Македония като мъжка връхна дреха. Наподобява халат или кафтан.

## Етимология
От санскрит anterīya и араб. през тур. anteri, enteri – „долна дреха“. Има хипотеза, че произлиза от личното име Antar – герой от арабски приказки.
Аладжá идва от тур. alaca – „пъстър“.

## Материал
За ушиване на някои горни женски и мъжки дрехи от носиите, вкл. антериите, се ползва аладжá – тънък домашен или фабричен плат, вълнен, памучен или копринен на разноцветни раета (най-често червен с бели, жълти и черни ивици).

## Примери за употреба в литературата
- „Сред двора,.., пристъпваше величествен старец, .., в дълга морава антерия.“ – Иван Вазов, Съч. ХХII, 43.[3]
- „Момчетата носеха окърпени потурки, червени пояси и къси антерии.“ – Крум Григоров, ОНУ, 141.
- „В сандъците си тя пазеше и други дрехи, от дядо ѝ, от баща ѝ, копринени антерии и копринени пояси.“ – Димитър Талев, ЖС, 69.
- „Овчият му калпак бе нахлузен до веждите, пъстрата торба висеше до коленете. От антерията му се подаваха висулки дреб.“ – И. Петров, МВ, 181.

### Преносно значение
„Още ходи с антерия.“ (диал.) Още е дете.